# 伊拉克國徽
伊拉克國徽大体框架形成于1965年，2008年进行了最新修改。
该国徽為繪有國旗的盾徽，置於薩拉丁之鹰的胸前。爪下書以阿拉伯語（「伊拉克共和國」）。

## 历史国徽

### 1959年到1965年时期的国徽
伊拉克第一个后君主制时代的国徽是在阿卜杜勒-卡里姆·卡塞姆的共和政府领导下采用的，它以古代太阳圆盘上的沙玛什和伊什塔尔之星符号为基础，并融入了社会主义纹章的元素，避免了象征泛阿拉伯主义。

### 伊拉克复兴党政权以及至今
- 伊拉克復興黨政權國徽（1965年-1991年）
- 伊拉克薩達姆政權國徽（1991年-2004年）
- 伊拉克过渡政府国徽（2004－2008）
- 伊拉克共和国国徽（2008－）